# Poni galés

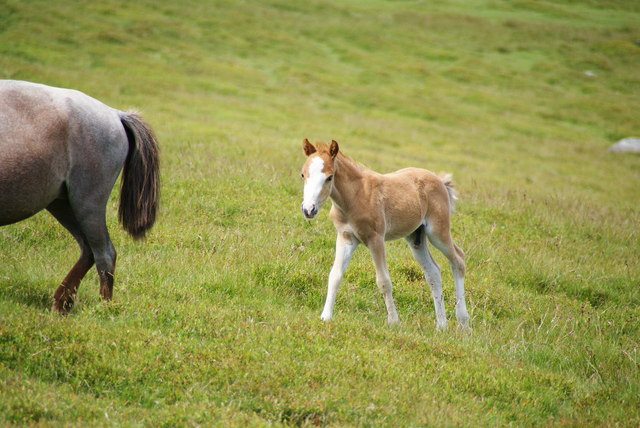
Potro de poni galés

El Poni galés (también conocido como Pony Welsh) es la raza de poni más grande de las montañas de Gales, se caracteriza por ser un poni de silla resistente, inteligente y manejable, con grandes cualidades deportivas que le hacen ser un poni habitual de los concursos.

## Características
La cabeza presenta un perfil cóncavo, frente abombada y orejas pequeñas, tiene el cuello de longitud media, las espaldas inclinadas y dorso musculado. La grupa inclinada con una cola de inserción alta. Sus extremidades son finas pero resistentes, y los cascos pequeños y duros.
La alzada es inferior a 120 cm. Su capa más habitual es la torda, aunque están admitidas todas salvo la pía y pinta.

### Comportamiento
su comportamiento se caracteriza por ser brioso e inteligente, siendo bueno para la monta.

## Historia
Originario de Gales, Gran Bretaña, desciende de ponis autóctonos que se mezclaron con caballos orientales, criándose en el haras de Lake Bala, fundado en la época de Julio César, muchos originalmente vivían al aire libre en las montañas galeses, y se usaban para transportar a los campesinos galeses a través de las granjas de las montañas.
A lo largo del tiempo recibió aporte de purasangre, sangre española y árabe. En el año 1902 se creó el Stud-Book y la Sociedad del Poni Welsh Cob, donde se clasificó en cuatro secciones según su morfología y aptitudes deportivas.
El poni galés se ha tomado como  base inicial de otros tipos de razas como son el  el Poni de polo, el Hackm y Hackney. Tiempo después se cruzó con muchas otras razas y ha influido en la aparición del  poni de las Américas y el British Riding Pony.

## Secciones

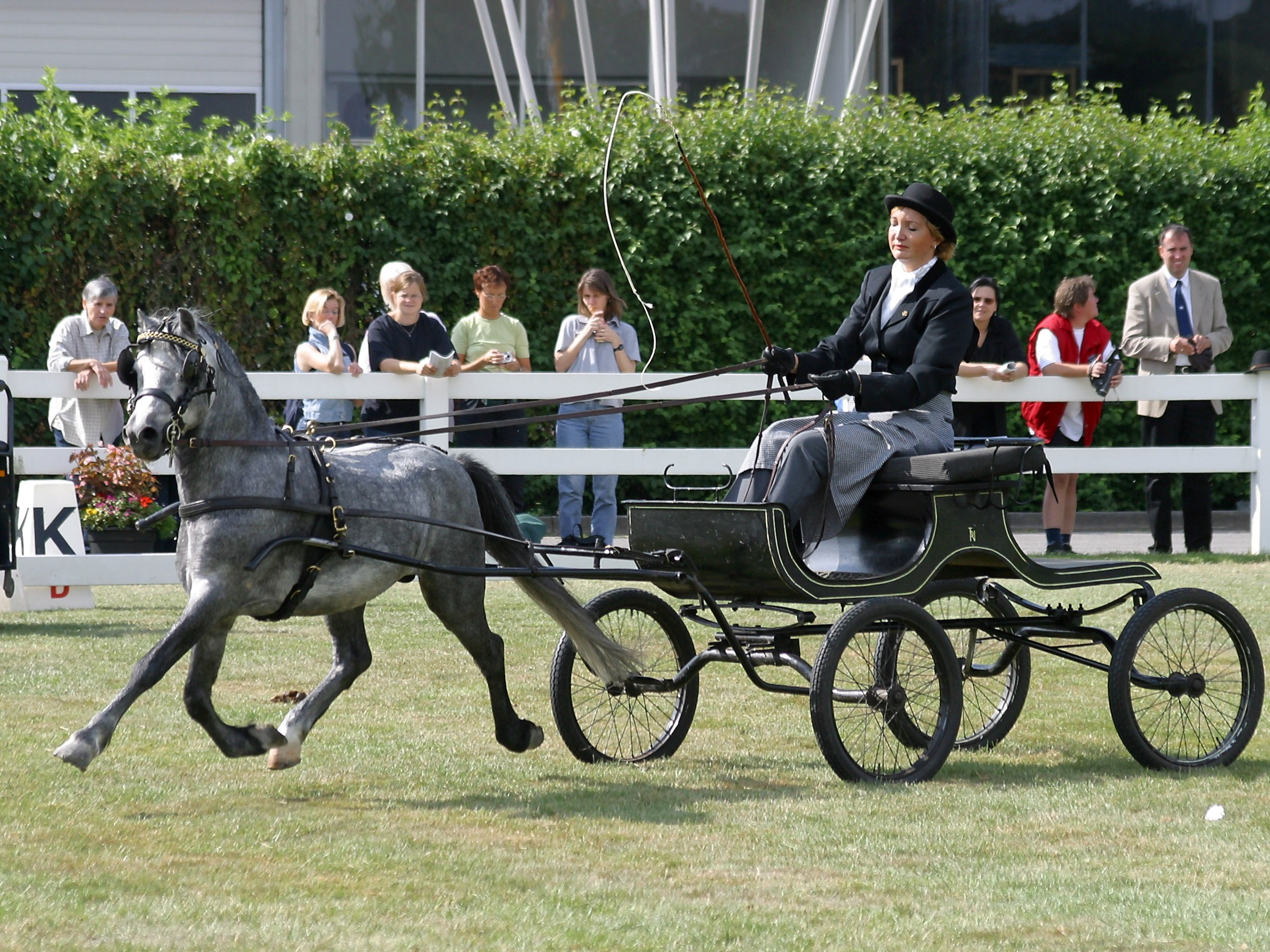
Poni Galés de la sección A

### Sección A
El poni gales de montaña o poni gales sección A presenta una alzada a la cruz de 121,9 cm máximo, se acepta cualquier capa exceptuando los pintos, se caracteriza por su cabeza levantada, ollares distendidos alta cola y orejas tiesas. Se usan para el inicio del aprendizaje ecuestre en niños y es ideal para tirar enganches.

### Sección B
A diferencia del poni de la sección A el poni de la sección B su alzada máxima es 137,2 cm, sus característica principal es su capacidad para ser ponis de silla, para salto y doma clásica.

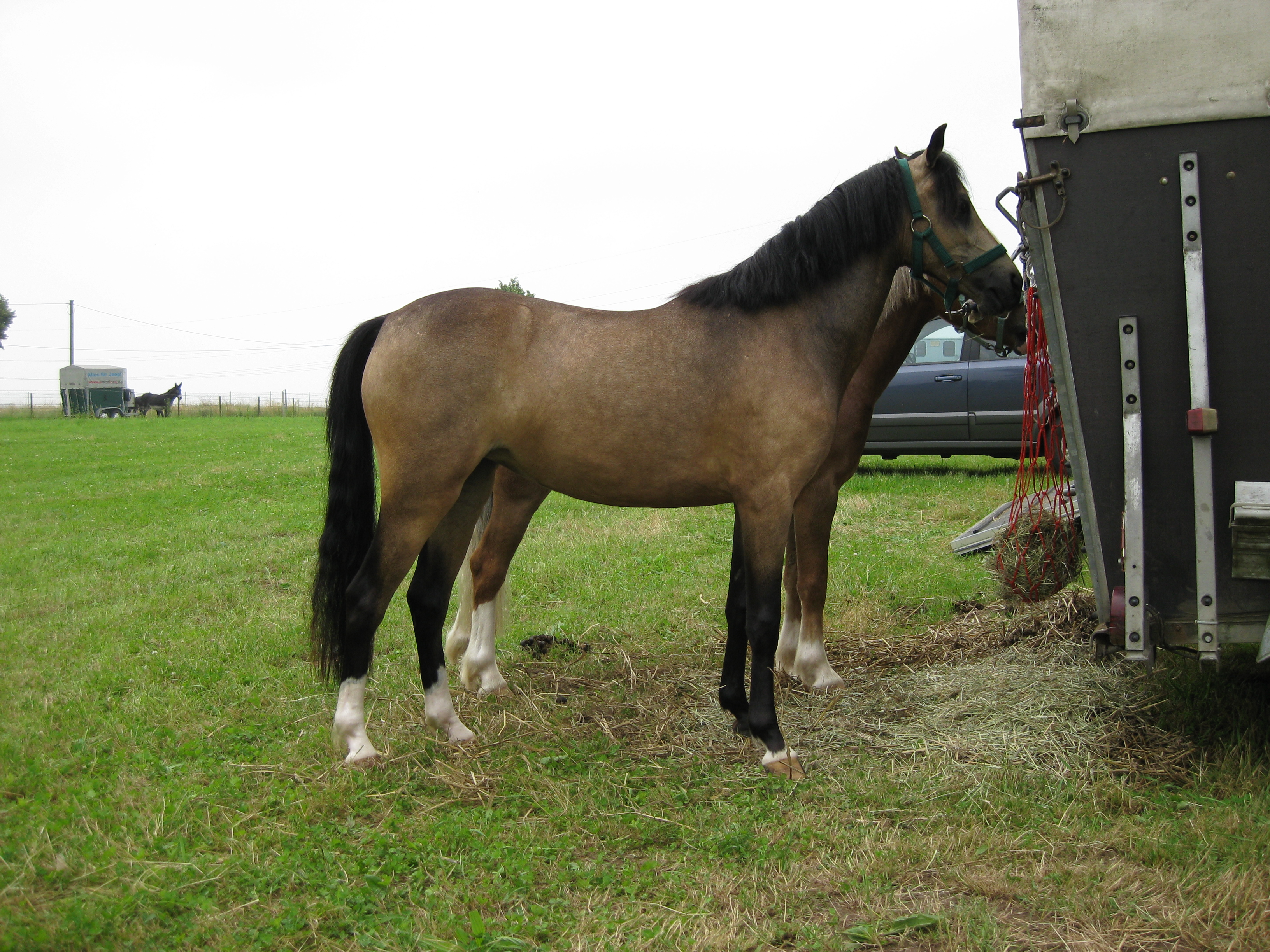
Poni Galés de la sección B

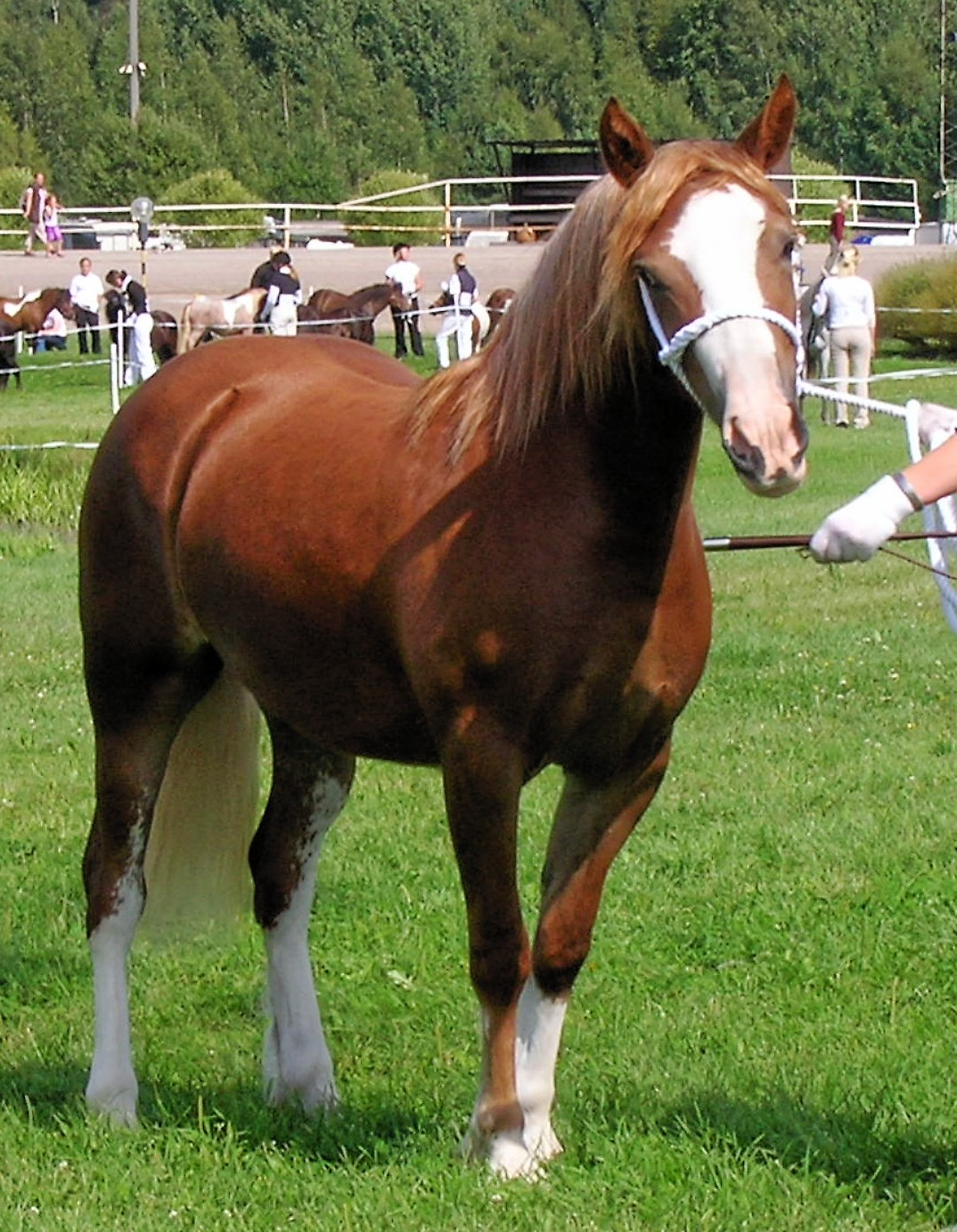
Poni Galés de la sección C

### Sección C
La principal diferencia entre esta sección y la sección B radica en la robustez y fuerza de esta sección. Entre los cambios se encuentra su cabeza y su osamenta, los cuales son más pesadas, y su musculatura. Es la sección ideal para los deportes. Mantiene con la sección B rasgos característicos como su altura.

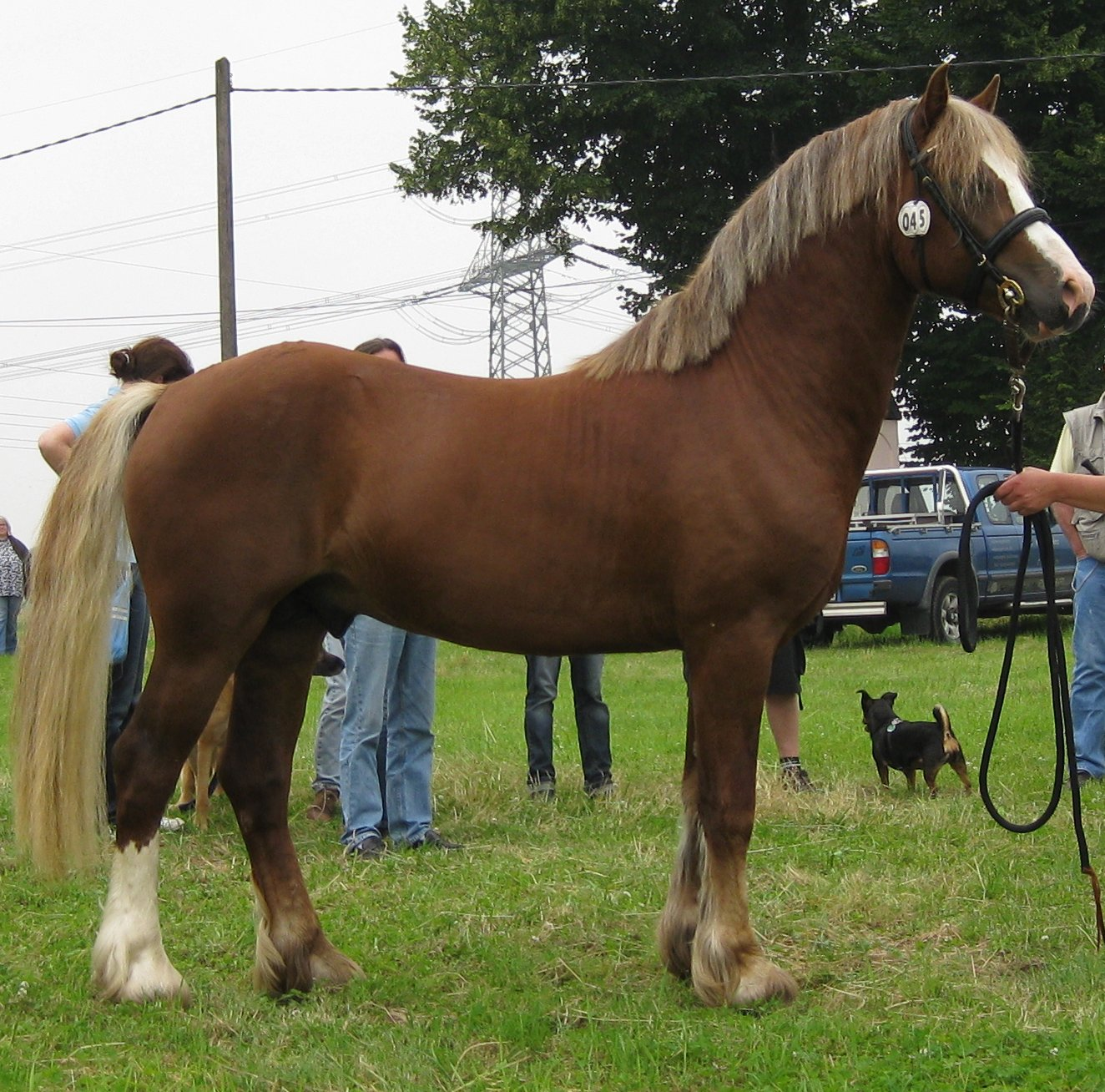
Poni Galés de la sección D

### Sección D
Esta sección es la de mayor tamaño, pues suelen superar los 137.2 cm de las secciones anteriores, y sin un límite establecido para su altura. Es una elección popular para actividades como la caza deportiva o el "cross-country".